# Zoa (bizantinska cesarica)
Zoa Porfirogeneta (grško starogrško Ζωή  [Zōē], življenje) je bila od 19. aprila do 11. junija 1042 s sestro Teodoro cesarica Bizantinskega cesarstva, * okoli 978, † junij 1050.
Kot soproga več bizantinskih cesarjev je vladala najprej z Romanom III.  od leta 1028 in nazadnje s Konstantinom IX. do smrti leta 1050. 

## Življenjepis

### Obdobje do prihoda na prestol (okoli 978–1028)
Zoa je bila ena od redkih bizantinskih cesaric, ki je bila Porfirogeneta, se pravi rojena kot hčerka vladajočega cesarja in njegove zakonite žene. Oče Konstantin VIII. je postal socesar leta 962 in samostojen cesar leta 1025. Kot samostojen cesar je vladal manj kot tri leta do 15. novembra 1028.
Leta 996 so na Zoo kot zakonito princeso Bizantinskega cesarstva prvič  gledali kot na  morebitno nevesto cesarja Svetega rimskega cesarstva Otona III.. Drugo rimsko odposlanstvo, ki je imelo nalogo izbrati za Otonovo nevesto eno od Konstantinovih treh hčera, je leta 1001 vodil milanski nadškof Arnulf. Najstarejša hčerka, Evdokija, je bila iznakažena zaradi vodenih koz, medtem ko je bila najmlajša, Teodora, preveč preprosta, zato je Arnulf izbral privlačno triindvajsetletno Zoo. Njen stric Bazilij II. se je s tem strinjal. Januarja 1002 je Zoa z Arnulfom odpotovala v Italijo in v Bariju izvedela, da je Oton III. medtem umrl. Zoo so prisilili, da se je vrnila domov. Naslednjo priložnost za poroko ji je delegacija Svetega rimskega cesarstva ponudila  leta 1028. Ko se je izkazalo, da je ženin Henrik, sin cesarja Konrada II., star komaj deset let, sta Konstantin VIII. in petdeset let stara Zoa ponudbo zavrnila.
Zaskrbljen zaradi možnosti, da se bo v cesarsko hišo priženil kakšen moški iz bizantinskega plemstva, je Bazilij do smrti odlagal poroke svojih nečakinj. Zoa je zato živela odmaknjeno v cesarski palači, dokler je niso okoliščine  – stričeva smrt in oče, ki je umiral brez moškega naslednika – potisnile v središče državne politike.
Prvi kandidat za njenega soproga je bil plemič in nekdanji antioški dux  Konstantin Delasen, vendar se je odločila za konstantinopelskega mestnega prefekta Romana Argira, čeprav sta bila tretja bratranca. Poročila sta se 10. novembra 1028 in dva dni kasneje zasedla cesarski prestol.

### Od Romana III. do Mihaela V. (1028-1042)
Zaradi dolgih let skupnega življenja  v osami je Zoa zasovražila svojo sestro Teodoro. Sestri nikoli ni odpustila, da je oče poroko z Romanom Argirom ponudil najprej njej, zato je Romana prepričala, da je za vodjo Teodorinega dvora imenoval svojega človeka z nalogo, da vohuni za njo. Teodoro so kmalu zatem obtožili, da kuje zaroto za  prevzem  bizantinskega prestola, najprej s Presijanom Bolgarskim in nato s sirmijskim arhontom Konstantinom Diogenom leta 1031, in jo na silo jo zaprli v samostan Petrion na Prinčevih otokih v Marmarskem morju. Zoa jo je kasneje obiskala v samostanu in jo prisilila, da je opravila verske zaobljube. 
Zoa je bila obsedena z nadaljevanjem Makedonske dinastije in kljub starosti poskušala zanositi.  Pomagati si je poskušala s čarobnimi izreki, amuleti in napitki, vendar brez uspeha. Neuspeh ju je popolnoma odtujil. Roman je nanjo začel gledati sovražno in omejil njene prihodke, vendar je strpno prenašal njene afere. Leta 1033 je začela odkrito ljubimkati s svojim dvorjanom Mihaelom in mu obljubljati cesarski naslov. Roman je Mihaela zaslišal, on pa je vse obtožbe zanikal.
11. aprila 1034 so Romana našli mrtvega v njegovi kopalni kadi. Med ljudmi so se začele širiti govorice, najprej da sta ga Zoa in Mihael zastrupila, potem pa da sta ga zadavila ali utopila. Zoa in Mihael sta se še isti dan poročila. Zoa je bila prepričana, da ji bo Mihael bolj vdan kot Roman, vendar se je grdo zmotila. Mihael, zaskrbljen, da ga bo doletela enaka usoda kot njegovega predhodnika, jo je popolnoma izključil iz politike in vso moč prenesel na svojega brata Ivana Evnuha. Zoo je priprl v palačo ginacej in jo imel pod stalnim nadzorom. Njuni stiki so postali vedno bolj redki. Nezadovoljna cesarica je leta 1037 ali 1038 organizirala proti Mihaelu zaroto, ki je spodletela.
Leta 1042 je postalo očitno, da Mihael IV. umira. Ivan Evnuh si je zato pohlepno prizadeval, da bi oblast ostala v njegovih rokah, zato je Zoo prisilil, da je posinovila Mihaelovega nečaka Mihaela V.. 10. decembra 1041 je Mihael IV. umrl. Zoine želje, da bi ga pred smrtjo še enkrat obiskala, ni hotel izpolniti. Na bizantinskem prestolu ga je nasledil nečak  Mihael V..
Novi cesar je kljub temu, da ji je obljubil spoštovanje, Zoo takoj izgnal v samostan Principus na Prinčevih otokih  pod obtožbo, da ga je nameravala umoriti. Slabo ravnanje z zakonito naslednico Makedonske dinastije je v Konstantinoplu sprožilo ljudsko vstajo, ki se je končala  19. aprila 1042 z Mihaelovo odstavitvijo.  Prebivalci niso podprli samo Zoe, ampak tudi sestro Teodoro. Mihael V., ki je na vsak način hotel obdržati prestol, je najprej pripeljal Zoo s Prinčevih otokov in jo pokazal ljudstvu, njegovo vztrajanje na prestolu pa je ljudstvo kljub temu zavrnilo. Najvplivnejši dvorjani so sklenili, da Zoa potrebuje sovladarja in na njegovo mesto imenovali Teodoro. Delegacija na čelu s patricijem Konstantinom Kabasilom je odšla v samostan Petrion, da bi prepričala Teodoro, naj postane sestrina sovladarka. Na zboru v Hagiji Sofiji  so Teodoro in Zoo razglasili za cesarici. Po Teodorinem kronanju je besna  množica vdrla v cesarsko palačo in prisilila Mihaela V., da je pobegnil  v samostan.

### Vladanje s Teodoro in Konstantinom IX. (1042-1050)
Zoa je takoj prevzela oblast in poskušala prisiliti Teodoro, da se vrne v samostan, vendar so  senat in ljudje zahtevali, da sestri vladata skupaj. Prva poteza, ki jo je opravila Teodora in je Zoa ne bi, je bilo ravnanje z Mihaelom V.. Šibka in zmanipulirana Zoa ga je želela pomilostiti in osvoboditi, Teodora pa je ostala jasna in neomajna. Sprva mu je zagotovila varnost, potem pa je ukazala, naj ga oslepijo in ga prisilila, da je ostanek življenja preživel kot menih. Ko je opravila z Mihaelom, ni hotela zapustiti Hagije Sofije, dokler ni kakšnih 24 po kronanju dobila Zoine častne besede, da je ne bo poslala v samostan.
Čeprav je bila Teodora uradno mlajša cesarica in je njen prestol na javnih prireditvah stal malo za Zoiinim, je bila ona gonilna sila državne uprave. Obe sestri sta potem skupaj upravljali cesarstvo in se osredotočali predvsem na brzdanje  prodaje javnih položajev v državni upravi in pravosodju. Mihael Psel je trdil, da je bila njuna vladavina popoln neuspeh, Ivan Skilica pa je v nasprotju z njim zapisal, da sta bili zelo vestni pri odpravljanju zlorab predhodnih vladarjev.
Čeprav sta se Teodora in Zoa na sejah senata in javnih sprejemih pojavljali skupaj, je bilo kmalu jasno, da so med njima  precejšnje napetosti. Zoa je bila še vedno ljubosumna na Teodoro in ni imela nobene želje po upravljanju cesarstva, vendar sestri ni dovolila, da bi državne posle opravljala sama. Dvor se je začel cepiti na pristaše ena ali druge cesarice. Po dveh mesecih vedno večje  napetosti se je Zoa odločila, da si bo poiskala novega moža – tretjega in zadnjega, ki so ga še dovoljevali predpisi pravoslavne cerkve. S svojo odločitvijo je Teodori onemogočila priložnost, da poveča svoj vpliv, ker je imela  za vladanje očiten talent.
Zoina prva izbira je bil Konstantin Dalasen, ki je bil tudi očetova prva izbira leta 1028. Konstantina je zaradi njegovega prezira zavrnila. Njena naslednja izbira je bil poročen dvorni uradnik Konstantin Atroklin,  s katerim naj bi ljubimkala med vladavino Romana III.. Atroklin je nekaj dni pred poroko v skrivnostnih okoliščinah umrl, ker ga je morda zastrupila njegova prejšnja žena.
Zoa se je nato spomnila na svojega nekdanjega postavnega in uglajenega ljubimca Konstantina Monomaha, s katerim se je 11. junija 1042 poročila. Konstantinopelski patriarh Aleksej I. se obreda ni udeležil, ker se ni strinjal s tretjo poroko obeh zakoncev. Konstantin je bil naslednji dan razglašen za Zoinega in Teodorinega socesarja.
Zoa je dobila več kot  je pričakovala, potem pa se je Konstantin odločil, da bo na dvor s seboj pripeljal svojo dolgoletno ljubico Marijo Skleraino. Vztrajal je, da njuna zveza postane javna in da Sklaraina dobi ustrezen  dvorni položaj. Presenetljivo je, da 64 let stara Zoa ni nasprotovala delitvi postelje in prestola. Sestri sta ji podelili naziv sebaste (avguste) in položaj tik pod njima. Naslavljali so jo despotinja ali cesarica, tako kot obe sestri, na uradnih procesijah in ceremonijah pa je stala tik za njima.
V očeh javnosti je bilo Konstantinovo prednostno obravnavanje njegove priležnice škandalozno. Kmalu so se začele širiti govorice, da namerava Skleraina Zoo in Teodoro zastrupiti. Govorice so leta 1044 prerasle v ljudsko vstajo v Konstantinoplu. Ogorčene meščane sta z balkona cesarske palače uspeli pomiriti Zoa  in Teodora z izjavo, da jima ne grozi nobena nevarnost.

### Zadnja leta
Zoa je po poroki vso cesarsko oblast in odgovornost  z veseljem prenesla na Konstantina in do smrti leta 1050 uživala lagodno dvorno življenje.
Ko se je prvič poročila, je imela petdeset let, potem pa se je kljub starosti poročila še dvakrat. Najbolj sposoben mož, ki je bil najmanj pripravljen za vladarski položaj,  je bil Mihael IV.. Zoa je bila osupljivo lepa, Mihael Psel pa je v svoji Kroniki komentiral, da je »vsak njen del trden in v dobrem stanju«. Zoa se je zavedala svojih čarov in jih poskušala ohraniti tako dolgo, kot je mogoče. Z značilno bizantinsko iznajdljivostjo je veliko svojih sob pretvorila v prave laboratorije  za pripravo tajnih mazil, s katerimi je do šestdesetega leta ohranila obraz brez gub.

### Primarni vir
- Mihael Psel. Chronographia.

### Sekundarni viri
- Kazhdan, Alexander, ur. (1991). Oxford Dictionary of Byzantium. New York ; Oxford : Oxford University Press. ISBN 978-0-19-504652-6.
- Norwich, John Julius (1993). Byzantium: The Apogee. London : Penguin Books. COBISS 7402099. ISBN 978-014-011448-5.
- A. Canduci (2010). Triumph and Tragedy: The Rise and Fall of Rome's Immortal Emperors. Pier 9 Books. ISBN 978-1-74196-598-8.
- Garland, Lynda. Zoe Porphyrogenita (wife of Romanus III, Constantine IX, and Michael IV).  De Imperatoribus Romanis (2006).
- Treadgold, Warren. A History of the Byzantine State and Society. Stanford University Press, 1997. ISBN 0-8047-2630-2.
- Finlay, George. History of the Byzantine Empire from 716 – 1057. William Blackwood & Sons, 1853.

| Zoa (bizantinska cesarica) Makedonska dinastijaRojen: okoli 978 Umrl: junij 1050 | |                                           |
| Vladarski nazivi                                                                 | |                                           |
| Predhodnik: Konstantin VIII.                                                     | Bizantinska cesarica 15. november 1028 – junij 1050 z Romanom III. I (1028–1034), z Mihaelom IV. (1034–1041), z Mihaelom V. (1041–1042), s Konstantinom IX. (1042–1050), s Teodoro (1042–1050) | Naslednik: Konstantin IX. in Teodora III. |